# Ботез, Калипсо
Калипсо Ботез (рум. Calypso Botez; 1880, Бакэу, Западная Молдавия, Объединённое княжество Валахии и Молдавии — 1933, Румыния) — румынская писательница, суфражистка и правозащитница.

## Биография
После окончания историко-философского факультета университета Ясс, преподавала философию в средней школе в Бухаресте, была членом инспекционной комиссии государственных школ.
Во время Первой мировой войны занимала пост руководителя Красного Креста в Галаце. В 1917 году вместе с несколькими активистами движения за права женщин основала Ассоциацию за гражданское и политическое освобождение румынских женщин, с 1921 года — Национальный совет румынских женщин, президентом которого стала позже.
Член ЦК Румынского православного общества румынских женщин, Комитета Общества солидарности, Комитета интеллектуального союза и член Румынского социального института. Решительно выступала за улучшение положения женщин в Румынии.
Писала о правах женщин, подчеркнув, что первая статья конституции Румынии гласит, что все граждане равны. В 1919 году опубликовала работу «Проблема прав румынской женщины». К. Ботез боролась за реформу полномочий правительства, права женщин и реформу закона о разводе. В 1920 году она опубликовала работу «Проблема феминизма. Систематизация его элементов».
Помещала статьи в журналах «Литературные беседы», «Журнал идеалистов», «Обзор науки и социальных реформ» и др. В своих работах защищала право голоса, экономический рост, интеллектуальное и политическое освобождение женщин, содействие разводу и подавление режима: «Проблема прав румынских женщин» (1919), «Конституция. Права женщин в будущем» (1922), «Гражданские права женщин в будущем» (1924), «Доклад о правовом положении женщин» (1932) и др.